# Café marocain
Café marocain est un tableau réalisé par le peintre français Henri Matisse en 1912-1913 à Tanger. Cette détrempe sur toile représente six hommes à l'intérieur d'un café du Maroc, dont deux au premier plan autour d'un bocal à poissons. Elle est conservée au musée de l'Ermitage, à Saint-Pétersbourg.